# Maechidius chadwicki
Maechidius chadwicki är en skalbaggsart som beskrevs av Britton 1957. Maechidius chadwicki ingår i släktet Maechidius och familjen Melolonthidae. Inga underarter finns listade i Catalogue of Life.